# Tetanolita hermes
Tetanolita hermes là một loài bướm đêm thuộc họ Noctuidae. Nó được tìm thấy ở Nam Mỹ, bao gồm Paraguay.